# Edmund Dähler
Edmund Dähler (* 20. März 1873 in Appenzell; † 13. November 1947 ebenda, katholisch, heimatberechtigt in Appenzell) war ein Schweizer Politiker (Katholisch-Konservative).

## Leben
Edmund Dähler wurde am 20. März 1873 in Appenzell als Sohn des konservativen Politikers Johann Baptist Edmund Dähler geboren. Nach dem Besuch des  Gymnasiums in Luzern absolvierte Edmund Dähler ein Studium der Rechte an den Universitäten München, Freiburg im Breisgau, Berlin und Heidelberg.
In der Folge war Dähler als Rechtsanwalt in Appenzell tätig. Dazu war er von 1902 bis 1912 als Landesarchivar, von 1910 bis 1944 als Kreiskommandant sowie seit 1911 auch als Zivilstandsbeamter eingesetzt. Überdies präsidierte Dähler den kantonalen Schützenverein.
Er war mit Maria Antonia geborene Sutter verheiratet. Edmund Dähler verstarb am 13. November 1947 vier Monate vor Vollendung seines 75. Lebensjahres in Appenzell.

## Politische Karriere
Seine erste politische Funktion übte der konservative Dähler 1903 als Ratsherr des Bezirks Appenzell aus. 1914 wurde er zum  Kantonsrichter ernannt. Als Mitglied der Standeskommission wurde Dähler 1923 zum Innerrhoder Landessäckelmeister bestellt. Zudem amtierte er zwischen 1926 und 1939 als Landammann. Darüber hinaus nahm Dähler in den Jahren 1926 bis 1935 Einsitz in den Nationalrat.